# Frontière entre la Mongolie et la Russie
La frontière terrestre entre la Mongolie et la Russie sépare les territoires de la Mongolie et ceux de la fédération de Russie.

## Caractéristiques
D'une longueur totale de 3 485 km, cette frontière est la 7e plus longue frontière internationale du monde. Elle débute au tripoint occidental Chine - Mongolie - Russie (49° 10′ N, 87° 49′ E), dans la région de l'Altaï. Elle continue ensuite globalement vers l'est jusqu'au tripoint oriental Chine - Mongolie - Russie (49° 51′ N, 116° 41′ E).

## Régions frontalières
- En Mongolie :
  - Bayan-Ölgiy
  - Bulgan
  - Dornod
  - Hentiy
  - Hövsgöl
  - Selenge
  - Uvs
  - Zavhan
- En Russie:
  - Bouriatie
  - Kraï de Transbaïkalie
  - République de l'Altaï
  - Touva